# Produktdatenmanagement
Das Produktdatenmanagement (PDM) speichert und verwaltet produktdefinierende, repräsentierende und präsentierende Daten als Ergebnis der Produktentwicklung und stellt sie in nachgelagerten Phasen des Produktlebenszyklus zur Verfügung. Grundlage dieses Wirkens ist ein integriertes Produktmodell. Des Weiteren ist die Unterstützung der Produktentwicklung durch geeignete Methoden auf Basis von Prozessmodellen dem PDM zuzurechnen. Begleitend zum PDM entwickelt sich das Produktinformationsmanagement (PIM), welches auf die Bereitstellung von Produktinformationen für verschiedene Ausgabemedien, besonders im kaufmännischen Umfeld und Vertrieb, spezialisiert ist.
Bevor der Begriff Produktdatenmanagement (PDM) allgemein gebräuchlich wurde, war in den 1980er Jahren Engineering-Data-Management (EDM) der verbreitete Terminus.
Ein PDM-System ist Teil des betrieblichen Informations- und Koordinationssystems. Es implementiert die Methoden und Regeln des Produktdatenmanagements. PDM-Systeme beinhalten Programmschnittstellen zu CAx-Software, ERP-Software, Software der eigenen Klasse u. a. Sie sind somit nicht als monolithische Anwendungssysteme zu begreifen, sondern eher als Kern einer PDM-Lösung. Nicht alle Methoden und/oder Regeln des PDM werden zwingend durch ein PDM-Anwendungssystem zur Verfügung gestellt. Vielmehr können Systeme der CAx-Klasse oder Systeme des Dokumentenmanagements oder Workflow-Managements solche Funktionen zur Verfügung stellen. Für den Datenaustausch zwischen den beteiligten Systemklassen sowie die Beschreibung von Produktmodellen hat sich weitestgehend die Normenreihe ISO 10303 (STEP) als Standard etabliert.
Die auf dem Markt befindlichen PDM-Systeme haben sich aus drei verschiedenen Richtungen entwickelt:
- DMS (Dokumentenmanagementsysteme)-Systeme
- CAD (CAD)-Systeme: rechnergestützter Entwurf oder rechnerunterstützte Konstruktion
- ERP (Enterprise-Resource-Planning)-Systeme: Planung [des Einsatzes/der Verwendung] der Unternehmensressourcen

Dabei können CAD-Systeme als Ursprung des PDM angesehen werden. Die Disziplin erwuchs maßgeblich aus Problemen der CAD-Modell- bzw. Zeichnungsverwaltung, verursacht durch dramatische Zunahme der Produktdatenmenge im Zusammenhang mit der Einführung dieser Systeme. Des Weiteren führte die steigende Produktkomplexität zu einem höheren Grad an Vernetzung der Produktdaten, so dass das Finden neuer Konzepte zur Produktdatenverwaltung dringend notwendig wurde.
Die Einführung einer PDM-Lösung soll es ermöglichen, die Qualität der Produktentwicklung zu erhöhen sowie Zeit und Kosten der Produktentwicklung zu vermindern. Mit dem Ziel eines durchgehenden Informationsflusses sollen diese Vorteile an nachgelagerte, am Produktlebenszyklus beteiligte Organisationseinheiten weitergereicht werden. Ergebnis dieser Arbeitsweise soll die lückenlose Reproduzierbarkeit von Arbeitsständen (Konfigurationen) eines Produkts sein.
PDM-Systeme sind generell industrie-/unternehmensspezifisch.